# Gulki
Gulki – zniesiona część miasta Maciejowice, w Polsce, w województwie mazowieckim, w powiecie garwolińskim, w gminie Maciejowice.
nazwę zniesiono z 2025 r.